# Patricia Norris
Patricia Norris (ur. 22 marca 1931 w Kalifornii, zm. 20 lutego 2015) – amerykańska kostiumograf i scenograf.

## Filmografia
scenografia
seriale
- 1988: Les Français vus par
- 1993: Powrót nad Brazos
- 1993: Hotel Room

film
- 1986: Blue Velvet
- 1989: Złapać rytm
- 1989: Kowboj i Francuz
- 1990: Dzikość serca
- 1992: Zostawić normalność
- 1992: Twin Peaks: Ogniu krocz ze mną
- 1993: Amos i Andrew
- 1995: Podróż Augusta Kinga
- 1996: Zakazane wspomnienia
- 1997: Stary
- 1997: Koniec przemocy
- 1997: Zagubiona autostrada
- 1998: Kraina Hi-Lo
- 2001: Niebo czy ziemia
- 2003: Śpiewający detektyw
- 2007: Zabójstwo Jesse’ego Jamesa przez tchórzliwego Roberta Forda
- 2012: Zabić, jak to łatwo powiedzieć

kostiumy
seriale
- 1988: Les Français vus par
- 1990: Miasteczko Twin Peaks
- 1993: Powrót nad Brazos
- 1993: Hotel Room

film
- 1971: The Late Liz
- 1971: Popierajcie swojego rewolwerowca
- 1972: Pierwszorzędne cięcie
- 1972: Kandydat
- 1973: The Blue Knight
- 1973: Nie bój się ciemności
- 1973: A Reflection of Fear
- 1973: A Dream for Christmas
- 1974: The Stranger Within
- 1974: Narzeczona Zandy’ego
- 1975: Mistrz rewolweru
- 1975: Peeper
- 1975: Promienni chłopcy
- 1976: Sybil
- 1976: Nieme kino
- 1976: Przełomy Missouri
- 1977: Koziorożec jeden
- 1977: Lęk wysokości
- 1978: Niebiańskie dni
- 1978: Suita kalifornijska
- 1978: Ale kino!
- 1980: Bicie serca
- 1980: Grubas
- 1980: Kula z Baltimore
- 1980: Człowiek słoń
- 1981: Historia świata: Część I
- 1981: Czworo przyjaciół
- 1982: Victor, Victoria
- 1982: Frances
- 1983: Trybunał
- 1983: Człowiek z blizną
- 1984: Niebezpieczny Johnny
- 1984: Micki i Maude
- 1984: Wyścig z księżycem
- 1984: 2010: Odyseja kosmiczna
- 1986: Niezły bajzel
- 1986: Szok
- 1986: Odlotowe chłopaki
- 1986: Najlepsze czasy
- 1987: Czarna wdowa
- 1988: Nocne koszmary
- 1988: Mały Nikita
- 1988: Zachód słońca
- 1989: Złapać rytm
- 1992: Zostawić normalność
- 1993: Amos i Andrew
- 1995: Podróż Augusta Kinga
- 1996: Zakazane wspomnienia
- 1997: Stary
- 1997: Koniec przemocy
- 1997: Zagubiona autostrada
- 1998: Kraina Hi-Lo
- 1999: Prosta historia
- 2001: Niebo czy ziemia
- 2001: Big Bad Love
- 2003: Śpiewający detektyw
- 2007: Zabójstwo Jesse’ego Jamesa przez tchórzliwego Roberta Forda
- 2012: Zabić, jak to łatwo powiedzieć
- 2013: Zniewolony. 12 Years a Slave

## Nagrody i nominacje
Została uhonorowana nagrodą CDG, a także otrzymała nominację do nagrody Critisc' Choice, sześciokrotnie do Oscara, dwukrotnie nagrody Saturna i dwukrotnie do nagrody Satelity.